# Тулупов, Андрей Васильевич
Князь Андрей Васильевич Тулупов — сын боярский, рында и воевода во времена правления Ивана IV Васильевича Грозного.
Из княжеского рода Тулуповы. Старший сын постельничего и князя Василия Ивановича Тулупова. Имел младшего брата, князя Владимира Васильевича, записанного в октябре 1551 года в первую статью московских детей боярских, и упомянутого в 1573 году рындою с копьём царевича Фёдора Ивановича в новгородском походе, казнён в 1575 году.

## Биография
Князь Андрей Васильевич Тулупов в октябре 1551 года записан тридцать седьмым в первую статью московских детей боярских из Вышгородского присуда Шелонской пятины Новгорода. В 1555 году воевода в Невеле. В 1560 году второй воевода в Юрьеве-Ливонском. В 1564/65 годах поручился с другими детьми боярскими по Льву Андреевичу Салтыкову и его сыновьям Михаилу и Ивану Львовичам в их верности в 5.000 тысяч рублей.
В июле 1570 года казнён в Москве, в числе 125 человек, по делу членов Земского правительства, новгородцев и дворцовой прислуги, вместе с женою Евфимией (Афимья) и дочерью княжною Анной Андреевной. Их имена записаны в синодик опальных людей Ивана Грозного на вечное поминовение.

## Критика
П. Н. Петров в «Истории родов русского дворянства» высказывает сомнения по поводу по поводу казни князей Андрея и его брата князя Владимира Васильевичей, а соответственно дочери — княжны Анны Андреевной и трёх сыновей князя Владимира Васильевича.
М. Г. Спиридов в своей родословной книге указывает дальнейшие службы князя Андрея Васильевича Тулупова после его казни: в октябре 1572 года на бракосочетании царя и великого князя Ивана Грозного с Марфою Васильевною Собакиной, нёс первым в церковь второе подножие. В 1573 году рында со вторым сайдаком царевича Фёдора Ивановича в новгородском походе. Упомянут новгородским помещиком.